# Epyornisovití
Epyornisovití (Aepyornithidae), také aepyornisovití nebo pštrosi madagaskarští (malgašsky vorompatra), byla čeleď obřích nelétavých ptáků, obývajících ostrov Madagaskar. Zahrnovala tři rody, Aepyornis, Mullerornis a Vorombe. Epyornisovití vyhynuli v důsledku různých faktorů, včetně lidské činnosti, kolem roku 1 000 n. l. Jde o největší ptáky, kteří kdy žili.
U řeky Christmas River byly nalezeny zkamenělé kosti ptáka z čeledi epyornisovití s řeznými stopami staré kolem 10 000 let.

## Taxonomie
Interpretace taxonomického zařazení mezi ostatními běžci podle výzkumu DNA Kierena Mitchella a kol.

|  | dinornisové |
|  |             |
|  | tinamy      |
|  |             |

|  | \| \| epyornisové \| \| \| \| \| \| kiviové \| \| \| \| |
|  |                                                         |
|  | kasuáři                                                 |
|  |                                                         |
|  | epyornisové                                             |
|  |                                                         |
|  | kiviové                                                 |
|  |                                                         |

|  | epyornisové |
|  |             |
|  | kiviové     |
|  |             |

|  | dinornisové |
|  |             |
|  | tinamy      |
|  |             |

|  | \| \| epyornisové \| \| \| \| \| \| kiviové \| \| \| \| |
|  |                                                         |
|  | kasuáři                                                 |
|  |                                                         |
|  | epyornisové                                             |
|  |                                                         |
|  | kiviové                                                 |
|  |                                                         |

|  | epyornisové |
|  |             |
|  | kiviové     |
|  |             |

|  | dinornisové |
|  |             |
|  | tinamy      |
|  |             |

|  | \| \| epyornisové \| \| \| \| \| \| kiviové \| \| \| \| |
|  |                                                         |
|  | kasuáři                                                 |
|  |                                                         |
|  | epyornisové                                             |
|  |                                                         |
|  | kiviové                                                 |
|  |                                                         |

|  | epyornisové |
|  |             |
|  | kiviové     |
|  |             |

|  | dinornisové |
|  |             |
|  | tinamy      |
|  |             |

|  | \| \| epyornisové \| \| \| \| \| \| kiviové \| \| \| \| |
|  |                                                         |
|  | kasuáři                                                 |
|  |                                                         |
|  | epyornisové                                             |
|  |                                                         |
|  | kiviové                                                 |
|  |                                                         |

|  | epyornisové |
|  |             |
|  | kiviové     |
|  |             |

|  | dinornisové |
|  |             |
|  | tinamy      |
|  |             |

|  | \| \| epyornisové \| \| \| \| \| \| kiviové \| \| \| \| |
|  |                                                         |
|  | kasuáři                                                 |
|  |                                                         |
|  | epyornisové                                             |
|  |                                                         |
|  | kiviové                                                 |
|  |                                                         |

|  | epyornisové |
|  |             |
|  | kiviové     |
|  |             |

|  | dinornisové |
|  |             |
|  | tinamy      |
|  |             |

|  | \| \| epyornisové \| \| \| \| \| \| kiviové \| \| \| \| |
|  |                                                         |
|  | kasuáři                                                 |
|  |                                                         |
|  | epyornisové                                             |
|  |                                                         |
|  | kiviové                                                 |
|  |                                                         |

|  | epyornisové |
|  |             |
|  | kiviové     |
|  |             |

|  | dinornisové |
|  |             |
|  | tinamy      |
|  |             |

|  | \| \| epyornisové \| \| \| \| \| \| kiviové \| \| \| \| |
|  |                                                         |
|  | kasuáři                                                 |
|  |                                                         |
|  | epyornisové                                             |
|  |                                                         |
|  | kiviové                                                 |
|  |                                                         |

|  | epyornisové |
|  |             |
|  | kiviové     |
|  |             |

|  | dinornisové |
|  |             |
|  | tinamy      |
|  |             |

|  | \| \| epyornisové \| \| \| \| \| \| kiviové \| \| \| \| |
|  |                                                         |
|  | kasuáři                                                 |
|  |                                                         |
|  | epyornisové                                             |
|  |                                                         |
|  | kiviové                                                 |
|  |                                                         |

|  | epyornisové |
|  |             |
|  | kiviové     |
|  |             |

Fosilní pozůstatky byly nalezeny již v 19. století, první vědecký popis provedl francouzský zoolog Isidore Geoffroy Saint-Hilaire. Během 19. století bylo popsáno celkem kolem 15 druhů. Do 21. století však různé studie, které využívaly molekulární a morfologické techniky, snížily celkový počet druhů na čtyři: Mulleornis modestus, Aepyornis hildebrandti, Aepyornis maximus a Vorombe titan.
Aepyornis maximus byl považován za největšího ptáka v historii, v roce 1894 však byl objeven ještě větší druh, Aepyornis titan. Někteří badatelé[kdo?] ale tvrdili, že šlo pouze o většího jedince druhu Aepyornis maximus, pozdější studie ale dokázaly, že šlo o rozdílné druhy, které navíc patřily do jiných rodů.

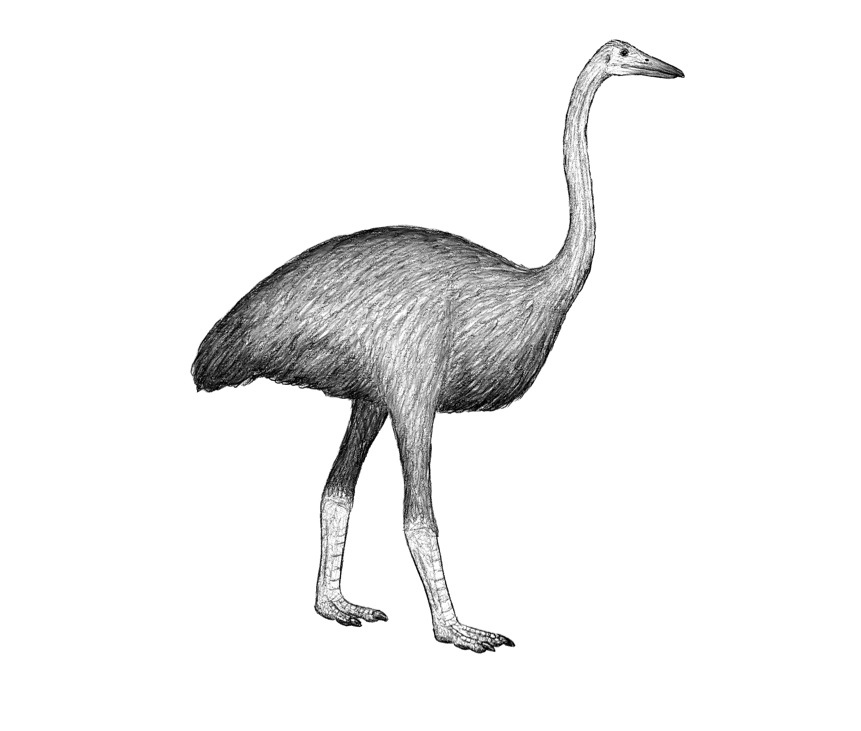
Mulleornis modestus
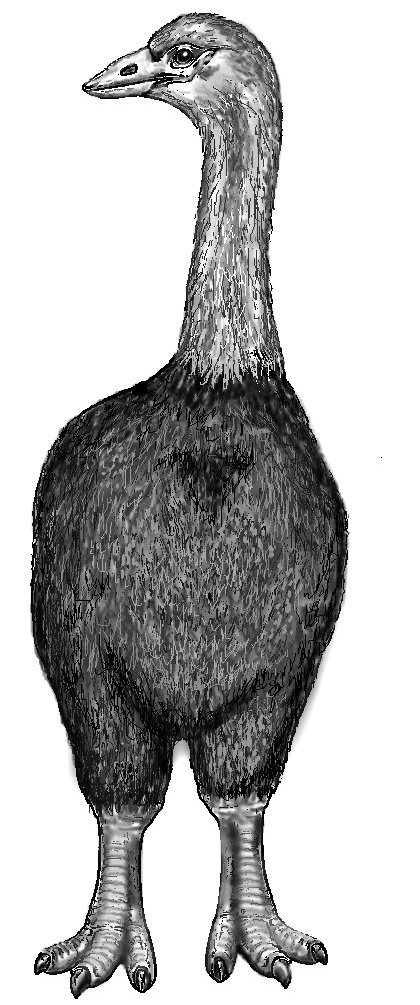
Aepyornis maximus
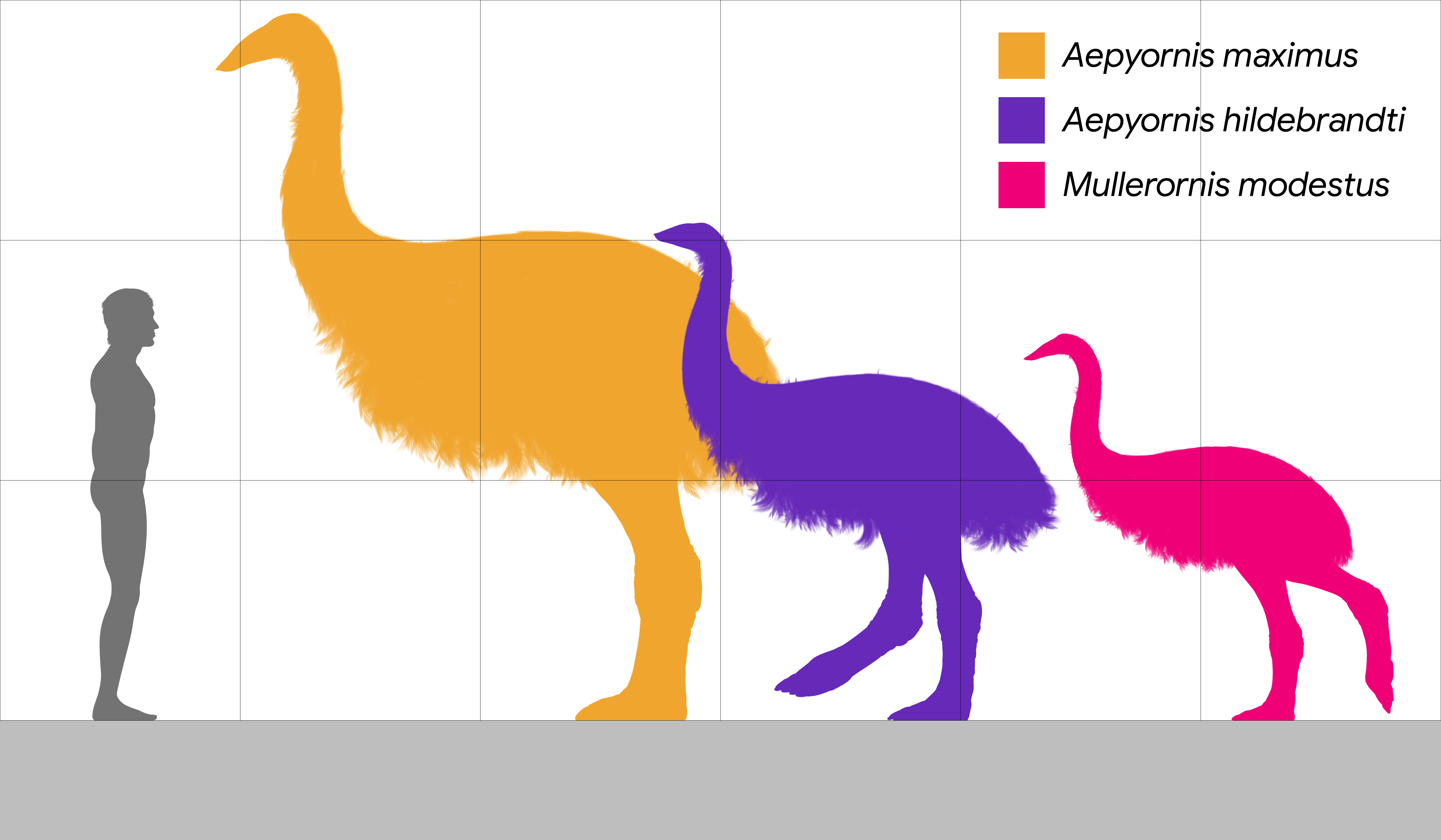
porovnání velikosti druhů Aepyornis maximus, Aepyornis hildebrandti, Mulleornis modestus a člověka

## Popis
Nalezené pozůstatky ukazují, že epyornisovití byli mohutně stavění, měli krátké silné nohy a křídla, která byla k letu nepoužitelná.
Největší známý druh, Vorombe titan, měřil kolem tří metrů a vážil až 650 kilogramů. Podle některých odhadů ale někteří jedinci mohli vážit až 860 kilogramů.
Zkamenělá vejce epyornisovitých jsou také běžná. Jde o největší vejce, která kdy nějaké zvíře sneslo. Vejce druhu Aepyornis maximus byla dlouhá 26,4 až 30 centimetrů a široká 19,4 až 24,5 centimetru. Některá vejce vážila až 10 kilogramů.